# Devotional Tour
Devotional Tour bylo v roce 1993 koncertní turné britské hudební skupiny Depeche Mode na podporu osmého studiového alba skupiny, Songs of Faith and Devotion, které vyšlo 22. března 1993.
Turné začalo 11denní evropskou šňůrou, která začala 19. května v Lille ve Francii a vyvrcholila 31. července v Londýně. 7. září 1993 skupina začala severoamerickou šňůru, která začala v kanadském městě Québec. 50denní šňůra pokračovala až do 3. prosince, kdy byla uzavřena v Mexiku. 12. prosince se kapela vrátila do Evropy na krátkou cestu do Spojeného království a do Irska. Pět termínů začalo v Dublinu a opět skončilo v Londýně.
Kapela pokračovala v propagaci alba následující rok na Exotic Tour/Summer Tour '94, která zahrnovala další severoamerické šňůry. Časopis Q odkazuje na Devotional Tour jako "nejzhýralejší rockové turné vůbec".

## Vydání
V listopadu 1993 vyšlo video s názvem Devotional, jež zahrnovalo koncerty v Barceloně, Liévinu a Frankfurtu. Následující měsíc bylo také vydáno koncertní album s názvem Songs of Faith and Devotion Live. Album bylo živým duplikátem Songs of Faith and Devotion. Vydání představovalo nahrávky z koncertu v Liévinu, i když dvě stopy byly zaznamenány v Kodani a New Orleans.

## Setlist
1. „Higher Love“
2. „Policy of Truth“
3. „World in My Eyes“
4. „Walking in My Shoes“
5. „Behind the Wheel“
6. „Halo“
7. „Stripped“
8. „Condemnation“
9. Písně, které zpíval Martin Gore
  - „Judas“ / „A Question of Lust“
  - „Death's Door“ (akustická verze) / „One Caress“
10. „Get Right with Me“ / Mercy in You“
11. „I Feel You“
12. „Never Let Me Down Again“
13. „Rush“
14. „In Your Room“
Přídavky 1
15. „Personal Jesus“
16. „Enjoy the Silence“
Přídavky 2
17. „Fly on the Windscreen“ / „Something to Do“[pozn 2] / „Somebody“ (zpíval Martin Gore)
18. „Everything Counts“

## Koncerty
| Datum           | Město                 | Stát           | Hala                                  | Předkapela                                                          |
| Evropa          | Evropa                | Evropa         | Evropa                                |                                                                     |
| --------------- | --------------------- | -------------- | ------------------------------------- | ------------------------------------------------------------------- |
| 19. května      | Lille                 | Francie        | Salle Espace Foire                    | Spiritualized                                                       |
| 21. května      | Curych                | Švýcarsko      | Hallenstadion                         | Spiritualized                                                       |
| 24. května      | Brusel                | Belgie         | Forest National                       | Spiritualized                                                       |
| 25. května      | Brusel                | Belgie         | Forest National                       | Spiritualized                                                       |
| 27. května      | Kodaň                 | Dánsko         | Forum Copenhagen                      | Spiritualized                                                       |
| 28. května      | Göteborg              | Švédsko        | Scandinavium                          | Spiritualized                                                       |
| 29. května      | Stockholm             | Švédsko        | Stockholm Globe Arena                 | Ska                                                                 |
| 31. května      | Hannover              | Německo        | Sportpark Garbsen                     | Miranda Sex Garden                                                  |
| 1. června       | Rotterdam             | Nizozemsko     | Ahoy Rotterdam                        | Miranda Sex Garden                                                  |
| 3. června       | Lausanne              | Švýcarsko      | Patinoire de Malley                   | Miranda Sex Garden                                                  |
| 4. června       | Milán                 | Itálie         | Forum di Assago                       | Miranda Sex Garden                                                  |
| 7. června       | Řím                   | Itálie         | PalaEur                               | Miranda Sex Garden                                                  |
| 8. června       | Florencie             | Itálie         | Palazzetto dello sport di Firenze     | Miranda Sex Garden                                                  |
| 10. června      | Nancy                 | Francie        | Zénith de Nancy                       | Miranda Sex Garden                                                  |
| 11. června      | Norimberk             | Německo        | Frankenhalle                          | Miranda Sex Garden                                                  |
| 12. června      | Mannheim              | Německo        | Maimarkthalle                         | Miranda Sex Garden                                                  |
| 14. června      | Dortmund              | Německo        | Westfalenhallen                       | Miranda Sex Garden                                                  |
| 15. června      | Dortmund              | Německo        | Westfalenhallen                       | Miranda Sex Garden                                                  |
| 16. června      | Berlín                | Německo        | Waldbühne                             | Miranda Sex Garden                                                  |
| 18. června      | Praha                 | Česko          | Stadion Letná                         | Toyen                                                               |
| 19. června      | Lipsko                | Německo        | Leipziger Festwiese                   | Miranda Sex Garden, Think About Mutation                            |
| 21. června      | Mnichov               | Německo        | Olympiahalle                          | Marxman                                                             |
| 23. června      | Vídeň                 | Rakousko       | Wiener Stadthalle                     | Marxman                                                             |
| 25. června      | Stuttgart             | Německo        | Hanns-Martin-Schleyer-Halle           | Miranda Sex Garden, Marxman                                         |
| 26. června      | Lyon                  | Francie        | Halle Tony Garnier                    | Marxman                                                             |
| 29. června      | Paříž                 | Francie        | Palais Omnisports de Paris-Bercy      | Marxman                                                             |
| 30. června      | Paříž                 | Francie        | Palais Omnisports de Paris-Bercy      | Marxman                                                             |
| 3. července     | Brest                 | Francie        | Parc des expositions de la Penfeld    | Marxman                                                             |
| 5. července     | Bordeaux              | Francie        | Patinoire de Mériadeck                | Marxman                                                             |
| 7. července     | Toulon                | Francie        | Zénith Oméga de Toulon                | Marxman                                                             |
| 10. července    | Porto                 | Portugalsko    | Estádio do Futebol Clube do Porto     | Marxman                                                             |
| 11. července    | Lisabon               | Portugalsko    | Estádio José Alvalade                 | Marxman, Dada                                                       |
| 13. července    | Pontevedra            | Španělsko      | Estadio Municipal de Pasarón          | Marxman                                                             |
| 15. července    | Madrid                | Španělsko      | Plaza de Toros de Las Ventas          | Marxman                                                             |
| 17. července    | Barcelona             | Španělsko      | Palau Sant Jordi                      | Marxman                                                             |
| 21. července    | Frankfurt nad Mohanem | Německo        | Festhalle Frankfurt                   | Marxman                                                             |
| 22. července    | Kolín nad Rýnem       | Německo        | Sporthalle Köln                       | Marxman                                                             |
| 24. července    | Zeebrugge             | Belgie         | Belgische Kust                        | Bez předkapely                                                      |
| 27. července    | Budapešť              | Maďarsko       | Hidegkuti Nándor Stadium              | Sonic Smell                                                         |
| 29. července    | Liévin                | Francie        | Stade Couvert Régional                | Parallax                                                            |
| 31. července    | Londýn                | Velká Británie | Crystal Palace Athletics Stadium      | Sunscreem, Dreadzone, Dub Syndicate, Marxman a The Sisters Of Mercy |
| Severní Amerika |                       |                |                                       |                                                                     |
| 7. září         | Québec                | Kanada         | Colisée de Québec                     | The The                                                             |
| 8. září         | Montréal              | Kanada         | Montreal Forum                        | The The                                                             |
| 10. září        | Worcester             | USA            | Worcester Centrum                     | The The                                                             |
| 12. září        | Washington D.C.       | USA            | Capital Centre                        | The The                                                             |
| 14. září        | Hamilton              | Kanada         | Copps Coliseum                        | The The                                                             |
| 15. září        | Toronto               | Kanada         | SkyDome                               | The The                                                             |
| 17. září        | Pittsburgh            | USA            | Civic Arena                           | The The                                                             |
| 18. září        | Philadelphia          | USA            | The Spectrum                          | The The                                                             |
| 21. září        | East Rutherford       | USA            | Brendan Byrne Arena                   | The The                                                             |
| 23. září        | New York City         | USA            | Madison Square Garden                 | The The                                                             |
| 24. září        | New York City         | USA            | Madison Square Garden                 | The The                                                             |
| 25. září        | Uniondale             | USA            | Nassau Veterans Memorial Coliseum     | The The                                                             |
| 27. září        | Hampton               | USA            | Hampton Coliseum                      | The The                                                             |
| 28. září        | Chapel Hill           | USA            | Dean Smith Center                     | The The                                                             |
| 29. září        | Atlanta               | USA            | Omni Coliseum                         | The The                                                             |
| 1. října        | Gainesville           | USA            | O'Connell Center                      | The The                                                             |
| 2. října        | Miami                 | USA            | Miami Arena                           | The The                                                             |
| 3. října        | St. Petersburg        | USA            | Florida Suncoast Dome                 | The The                                                             |
| 5. října        | Orlando               | USA            | Orlando Arena                         | The The                                                             |
| 8. října        | New Orleans           | USA            | Lakefront Arena                       | The The                                                             |
| 10. října       | Houston               | USA            | The Summit                            | The The                                                             |
| 11. října       | Houston               | USA            | The Summit                            | The The                                                             |
| 13. října       | Dallas                | USA            | Reunion Arena                         | The The                                                             |
| 14. října       | Dallas                | USA            | Reunion Arena                         | The The                                                             |
| 15. října       | Austin                | USA            | Frank Erwin Center                    | The The                                                             |
| 17. října       | St. Louis             | USA            | St. Louis Arena                       | The The                                                             |
| 19. října       | Milwaukee             | USA            | Bradley Center                        | The The                                                             |
| 20. října       | Champaign             | USA            | Assembly Hall                         | The The                                                             |
| 22. října       | Detroit               | USA            | The Palace of Auburn Hills            | The The                                                             |
| 23. října       | Detroit               | USA            | The Palace of Auburn Hills            | The The                                                             |
| 26. října       | Cleveland             | USA            | Coliseum at Richfield                 | The The                                                             |
| 28. října       | Rosemont              | USA            | Rosemont Horizon                      | The The                                                             |
| 29. října       | Rosemont              | USA            | Rosemont Horizon                      | The The                                                             |
| 30. října       | Minneapolis           | USA            | Target Center                         | The The                                                             |
| 2. listopadu    | Denver                | USA            | McNichols Sports Arena                | The The                                                             |
| 4. listopadu    | Salt Lake City        | USA            | Delta Center                          | The The                                                             |
| 6. listopadu    | Vancouver             | Kanada         | Pacific Coliseum                      | The The                                                             |
| 7. listopadu    | Seattle               | USA            | Seattle Center Coliseum               | The The                                                             |
| 8. listopadu    | Portland              | USA            | Memorial Coliseum                     | The The                                                             |
| 12. listopadu   | San Jose              | USA            | San Jose Arena                        | The The                                                             |
| 13. listopadu   | Oakland               | USA            | Oakland–Alameda County Coliseum Arena | The The                                                             |
| 14. listopadu   | Sacramento            | USA            | ARCO Arena                            | The The                                                             |
| 16. listopadu   | San Diego             | USA            | San Diego Sports Arena                | The The                                                             |
| 18. listopadu   | Phoenix               | USA            | Arizona Veterans Memorial Coliseum    | The The                                                             |
| 20. listopadu   | Los Angeles           | USA            | Great Western Forum                   | The The                                                             |
| 21. listopadu   | Los Angeles           | USA            | Great Western Forum                   | The The                                                             |
| 23. listopadu   | Los Angeles           | USA            | Great Western Forum                   | The The                                                             |
| 24. listopadu   | Los Angeles           | USA            | Great Western Forum                   | The The                                                             |
| 26. listopadu   | Los Angeles           | USA            | Great Western Forum                   | The The                                                             |
| 2. prosince     | Mexico City           | Mexiko         | Palacio de los Deportes               | Bez předkapely                                                      |
| 3. prosince     | Mexico City           | Mexiko         | Palacio de los Deportes               | Bez předkapely                                                      |
| Evropa          |                       |                |                                       |                                                                     |
| 12. prosince    | Dublin                | Irsko          | Point Theatre                         | An Emotional Fish                                                   |
| 14. prosince    | Birmingham            | Velká Británie | NEC Arena                             | Marxman                                                             |
| 17. prosince    | Manchester            | Velká Británie | Greater Manchester Exhibition Centre  | Marxman                                                             |
| 18. prosince    | Sheffield             | Velká Británie | Sheffield Arena                       | Marxman                                                             |
| 20. prosince    | Londýn                | Velká Británie | Wembley Arena                         | Marxman                                                             |

## Hudebníci

### Depeche Mode
- Dave Gahan – zpěv
- Martin Gore – kytara, syntézátor, sampler, hlavní a doprovodný zpěv
- Alan Wilder – syntézátor, sampler, doprovodný zpěv, klavír, bicí, perkuse
- Andrew Fletcher – syntézátor, sampler, doprovodný zpěv

### Vokalistky
- Hildia Campbell – doprovodný zpěv
- Samantha Smith – doprovodný zpěv

## Produkce
- Produkční manažer – Craig Sherwood, Andy Franks
- Pódiový manažer – Howard Hopkins, Tom Wilson
- Mechanik – Phil Broad
- Kostýmy – Carol Graham, Paula Bradley
- Klávesový technik – Wob Roberts
- Kytarový technik – Jez Webb
- Technik pro bicí – Tom Wilson
- Zvukový inženýr – Jon Lemon
- Mistr zvuku – Dave Bracey
- Zvuk – Scott Ashton
- Video/projekce – Richard Turner
- Osvětlovač – Patrick Woodroffe
- Stage design/koncept – Anton Corbjin

## Zajímavosti
- Koncert v Římě se měl konat v hale PalaGhiaccio, ale promotér jí několik týdnů před koncertem přesunul do PalaEur.
- Při vystoupení v Montrealu zpíval Dave Gahan tak špatně, že nemohl dokončit druhou část koncertu, a proto nechal píseň Stripped odzpívat fanoušky. Martin Gore poté musel přidat další 2 písně, aby koncert neskončil příliš brzy.